# Johann Peter Eckermann
Johann Peter Eckermann (Winsen, 21 de setembre de 1792 - Weimar, 3 de desembre de 1854) va ser un escriptor, filòsof i dramaturg romàntic amic íntim de Goethe.